# Patio del Belvedere
El patio del Belvedere, o cortile del Belvedere,  es un gran complejo de edificios ubicado al norte de la basílica de San Pedro en el Vaticano y de los Palacios Apostólicos de Roma.
Fue realizado, a partir de la primera mitad del siglo XVI, según la voluntad del papa Julio II y siguiendo un proyecto de Donato Bramante, que no vio terminada su obra, para unir el Vaticano con la colina en la que había una antigua edificación conocida como casino del Belvedere por sus magníficas vistas. Fue una de las mayores obras arquitectónicas del Alto renacimiento en el Vaticano. Posteriormente fue irremediablemente modificado en 1585-1590 con la construcción de una edificación en medio del cortile, dividiéndolo en dos patios separados. Ese brazo luego se duplicó en 1817-1822 para disponer de más espacio museístico.
Actualmente, el complejo de edificios se utiliza principalmente con fines museísticos para albergar muchos de los espacios de los Museos Vaticanos.

## Historia

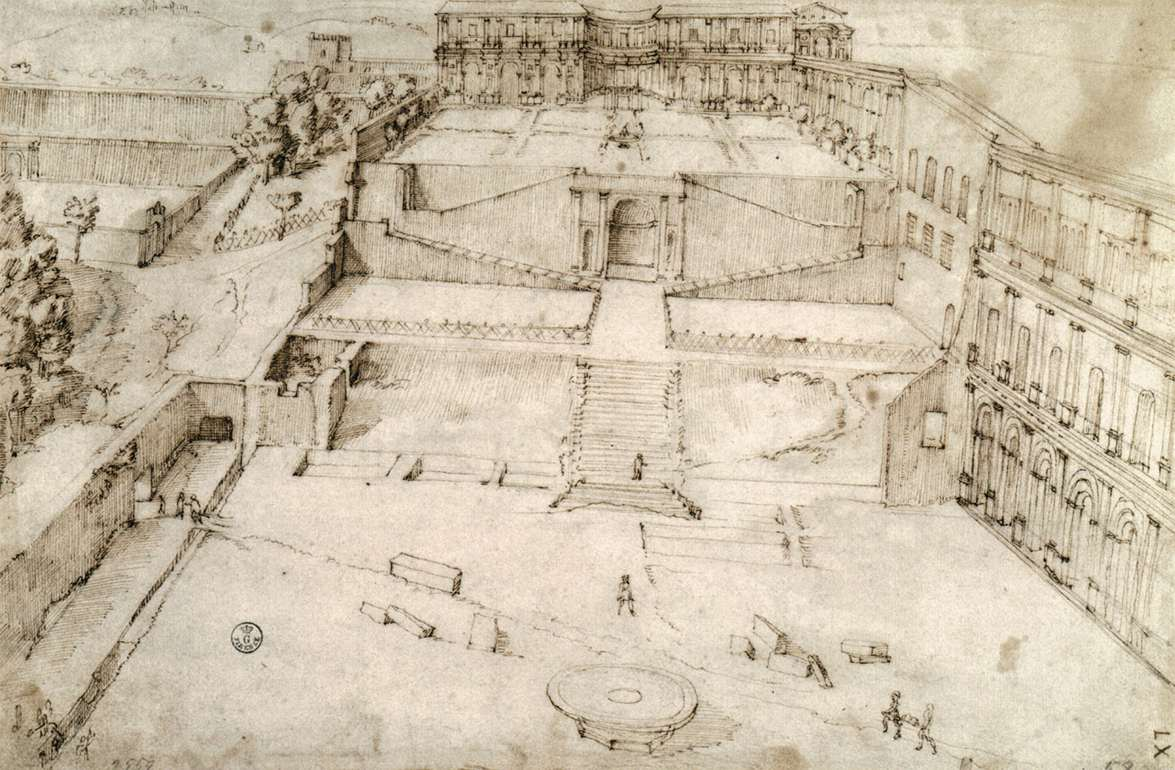
El patio en construcción en un diseño de Giovanni Antonio Dosio.

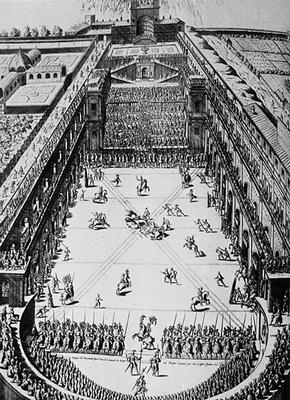
El patio visto en una incisión de Etienne Duperac.

### Las preexistencias
El origen del nombre se debe a un construcción ya existente, construida alrededor de 1487, conocida como palazzetto  del papa Inocencio VIII, que probablemente englobaba un edificio antiguo de los tiempos del papa  Nicolás V, hecha, según Vasari, según un diseño de  Antonio del Pollaiolo. El edificio era una villa suburbana usada por el pontífice con una amplia loggia abierta hacia el campo y que se llamaba villa del Belvedere o casino (en el sentido prístino de este otro italianismo, una pequeña casa),  por su posición elevada con respecto a la zona de la basílica de la que estaba separado por una gran pendiente. Para su decoración fue llamado Pinturicchio que pintó paneles paisajísticos y Andrea Mantegna quien pintó al fresco la pequeña capilla. Las obras de los dos pintores, conservadas durante la construcción del complejo bramantesco, fueron destruidas durante una renovación del siglo XVIII. Algunas huellas de los frescos de Pinturicchio se encontraron en la década de 1940.

### El proyecto de Bramante
El proyecto bramantesco  consistió en la sistematización de la vasta zona (aproximadamente, 300 x 100 m) situado en dirección norte-sur entre el Casino y el resto del complejo vaticano (especialmente la capilla Sixtina y los apartamentos papales). Los trabajos comenzaron entre 1504 y 1505 y su objetivo inicial fue organizar el área del jardín y crear un espacio adecuado para la colección de escultura antigua de papa Julio II. El proyecto fue evolucionando debido al deseo del papa de llegar al Belvedere desde sus apartamentos, con un "corredor" sin tener que bajar desde sus estancias de los pisos superiores del Palacio Apostólico y luego salir y subir la colina.
Bramante propuso dos corredores paralelos y por lo tanto el espacio fue cerrado lateralmente por un largo cuerpo de fábrica, dejando libre la perspectiva a lo largo del eje principal. El gran espacio abierto fue dividido en tres aterrazamientos a cotas diferentes, destinadas a acomodar jardines y conectadas por escaleras y rampas. Se formó así un fantasmagórico cortile (patio) rectangular organizado en tres niveles; luego el espacio unitario fue interrumpido por cuerpos de fábrica transversales, alterando el proyecto bramantesco y creando tres patios separados.
Evidente en el proyecto de Bramante eran las citas de la Antigüedad, como el santuario prenestino della Fortuna Primigenia, también caracterizado por un esquema de terrazas con gradas descendentes. Un papel en el programa proyectual también tuvo que tenerlo las antiguas descripciones de las villas romanas, especialmente la hecha por Plinio el Joven de su villa en Toscana, con la cual se han encontrado muchas similitudes.
En la sucesión de aterrazamientos, Bramante utilizó diferentes definiciones de los frentes arquitectónicos, creando un innovador repertorio sintáctico objeto de estudio por las sucesivas generaciones de arquitectos y publicado en forma impresa por Sebastiano Serlio (libro III, 1540).
Ha prevalecido la denominación de "Cortile del Belvedere", a pesar de la prevalencia visual de la forma arquitectónica, porque originalmente el carácter del jardín era más evidente, tanto que para indicar el lugar se ha utilizado el nombre de "Giardini del Belvedere". El proyecto bramantesco ha influenciado no solo el lenguaje arquitectónico, sino también la evolución del "giardino all'italiana" haciendo de modelo, con sus espacios colocados en diferentes niveles pero unidos en una única perspectiva, por ejemplo en el sistematización externa de la Villa de Este de Tívoli y en el jardín del castillo de Saint-Germain-en-Laye.

### Terminación

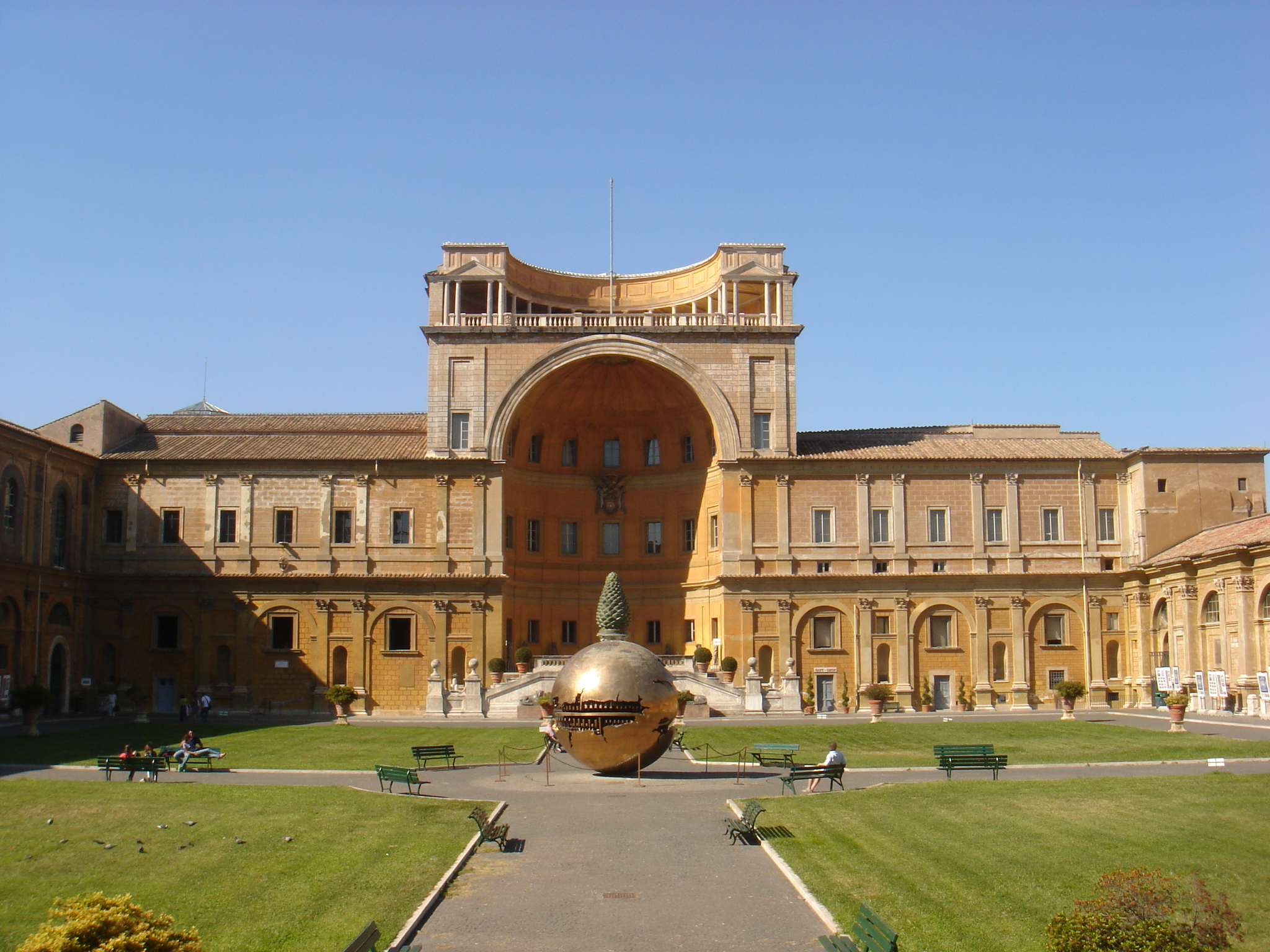
El patio de la Piña y el nicchione

Después de la muerte de Julio II en 1513 y de Bramante en 1514 —que no vieron completado este trabajo, como si vieron las otras grandes empresas edilicias que llevaron a cabo—, la obra permaneció inactiva largo tiempo, con algunas partes completadas y utilizadas y otras dejadas sin terminar. Después del colapso del "corredor" este, en 1531, se reanudaron los trabajos bajo la dirección de Baldassarre Peruzzi y luego, desde 1541, por Antonio da Sangallo el Joven y luego Pirro Ligorio que completó el trabajo con algunos cambios de reacondicionamiento.

### Posteriores trasformaciones

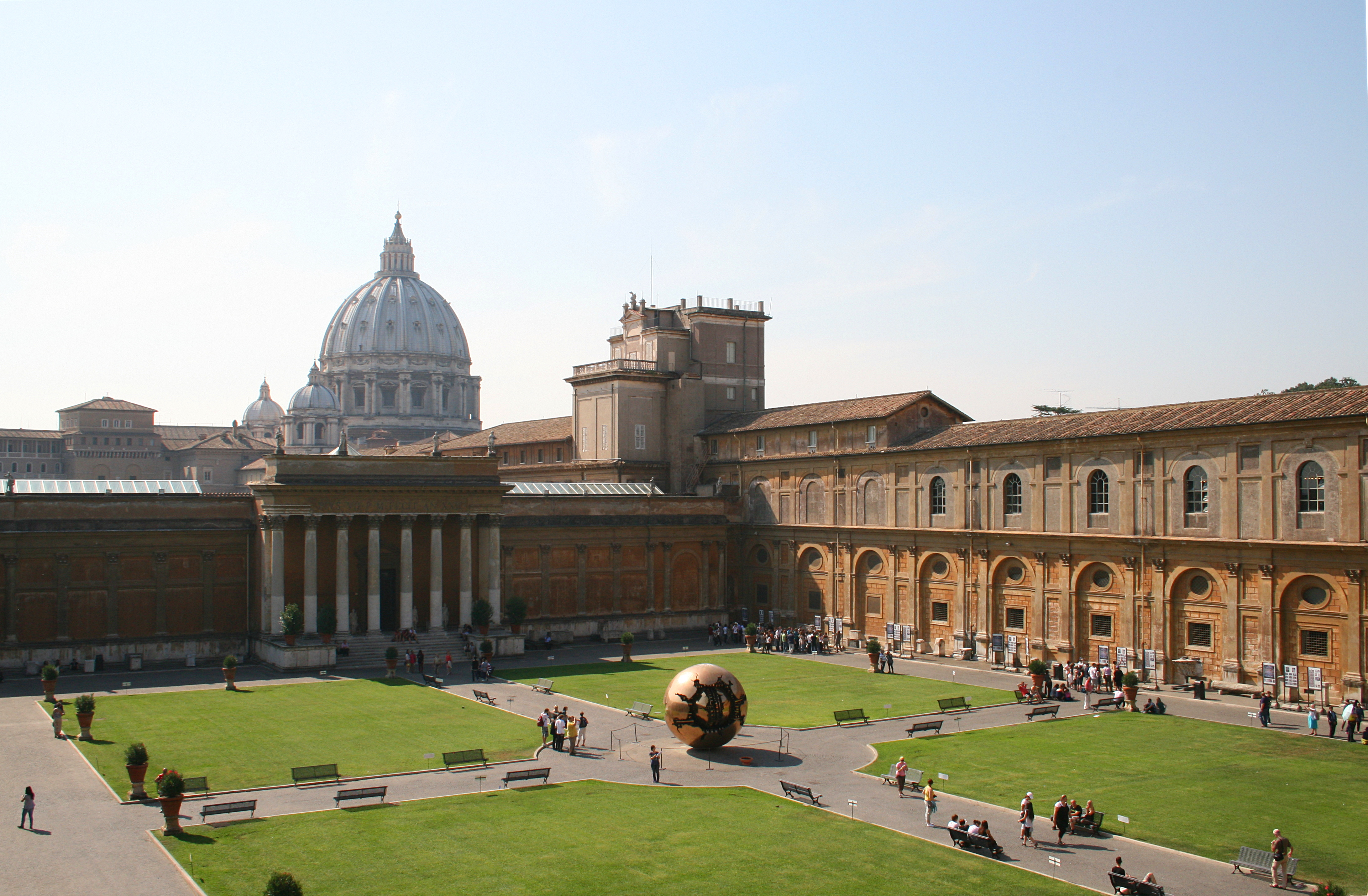
El patio de la Piña y el Brazo Nuevo

El complejo bramantesco fue alterado en sucesivas épocas. Entre 1585 y 1590 el patio del Belvedere se dividió por el brazo transversal de la Biblioteca de Sisto V, construida según un proyecto de Domenico Fontana, que ocupó el lugar de la grandiosa gradería, interrumpiendo la continuidad visual del gran espacio aterrazado.
Siempre en el siglo XVI, fue construida la  Torre dei venti sobre el corridore norte.
Posteriormente, entre 1817 y 1822, a raíz de la primera transformación de los Museos Vaticanos emprendidas por Michelangelo Simonetti y Pietro Camporese  (1772), se hizo un segundo cuerpo de fábrica transversal con el fin de ampliar aún más el espacio museístico. La obra, conocida como Braccio Nuovo, fue diseñada por Raffaele Stern en un severo estilo neoclásico, caracterizado por una insólita corrección arqueológica.
A partir de ese momento se crearon tres patios distintos: el patio de la Piña (Cortile della Pigna, que toma su nombre de una colosal piña romana de bronce), el patio de la Biblioteca (Cortile della Biblioteca) y el patio del Belvedere (Cortile del Belvedere).
En 1990, en el centro del patio della Pigna fue colocado el monumento en bronce Sfera con sfera, de Arnaldo Pomodoro.

## Descripción

#### Patio inferior

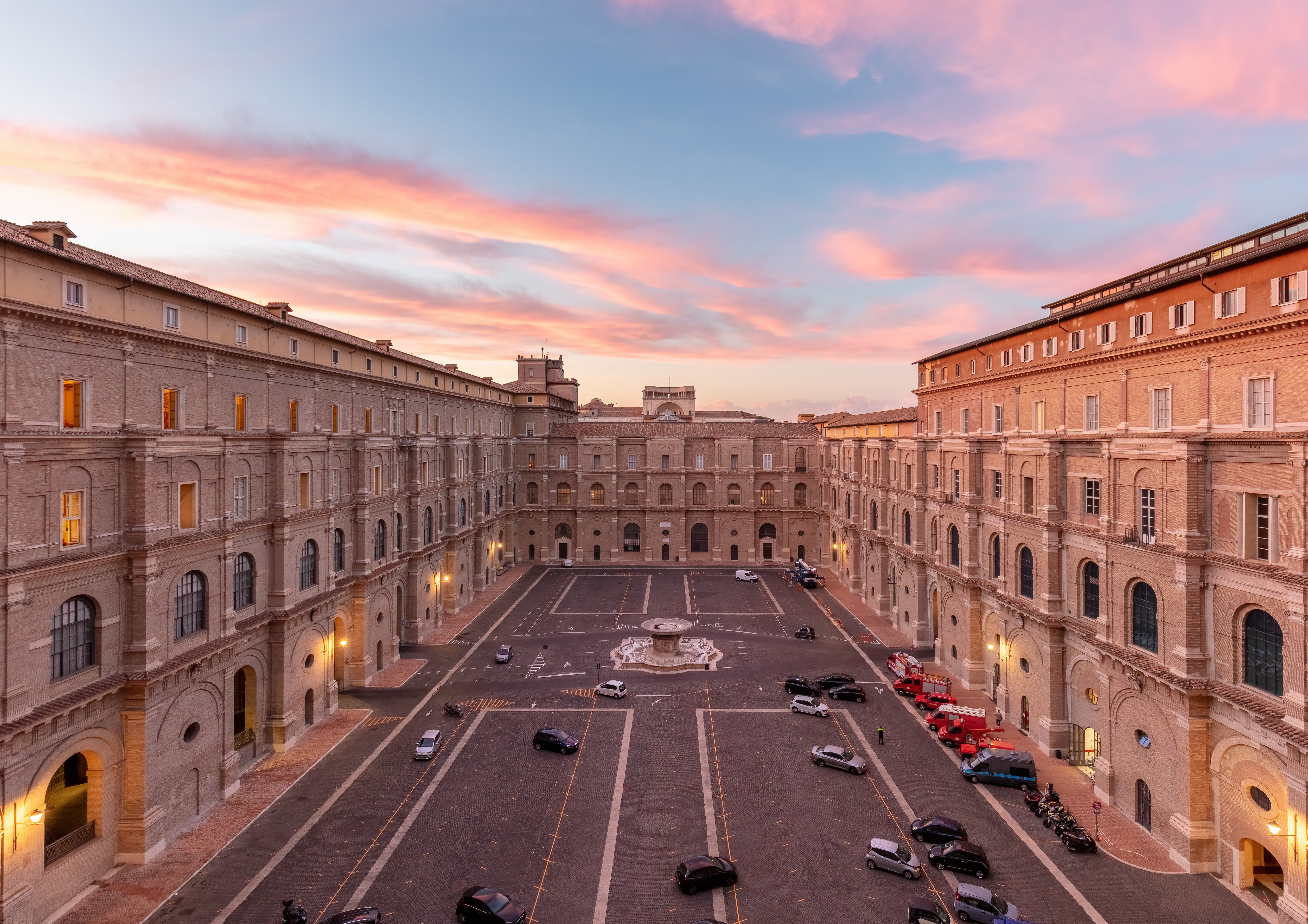
Patio del Belvedere.

En el patio más bajo, el que hoy a menudo es llamado el "cortile del Belvedere", fueron dispuestos por Bramante tres órdenes de galerías diferentes: dórico, jónico y corintio, que están interrumpidos en la primera escalinata con escaleras dulces y ligeramente inclinadas. Los órdenes superpuestos que enmarcan los arcos, reproducen el ejemplo del Coliseo o del Tabularium  siguiendo un modelo ya utilizado, también por Bramante, pero aquí utilizado a gran escala y con un conocimiento consciente del léxico de los órdenes hasta los detalles de cada membratura (por ejemplo, los triglifos del orden dórico).
Para conectarse al preexistente lado sur, Bramante previó la continuación del único pórtico dórico de la planta baja dejando a la  vista la torre Borgia y la parte posterior del palacio del Vaticano. Más tarde, Pirro Ligorio insertó una exedra semicircular que permitió concluir el espacio del patio que asumió características casi teatrales, como probablemente previó el mismo Bramante. De hecho, se celebraran habrá torneos, espectáculos y tal vez incluso alguna naumaquia, tal como aparece en un fresco de Perin del Vaga.

#### Cortile intermedio
El segundo aterrazamiento, el más pequeño, se completó con muros con dos órdenes superpuestos. Se llegó desde el nivel inferior con una gran gradería que se extiende al ancho completo que también tenía una función teatral. 

#### Cortile superior

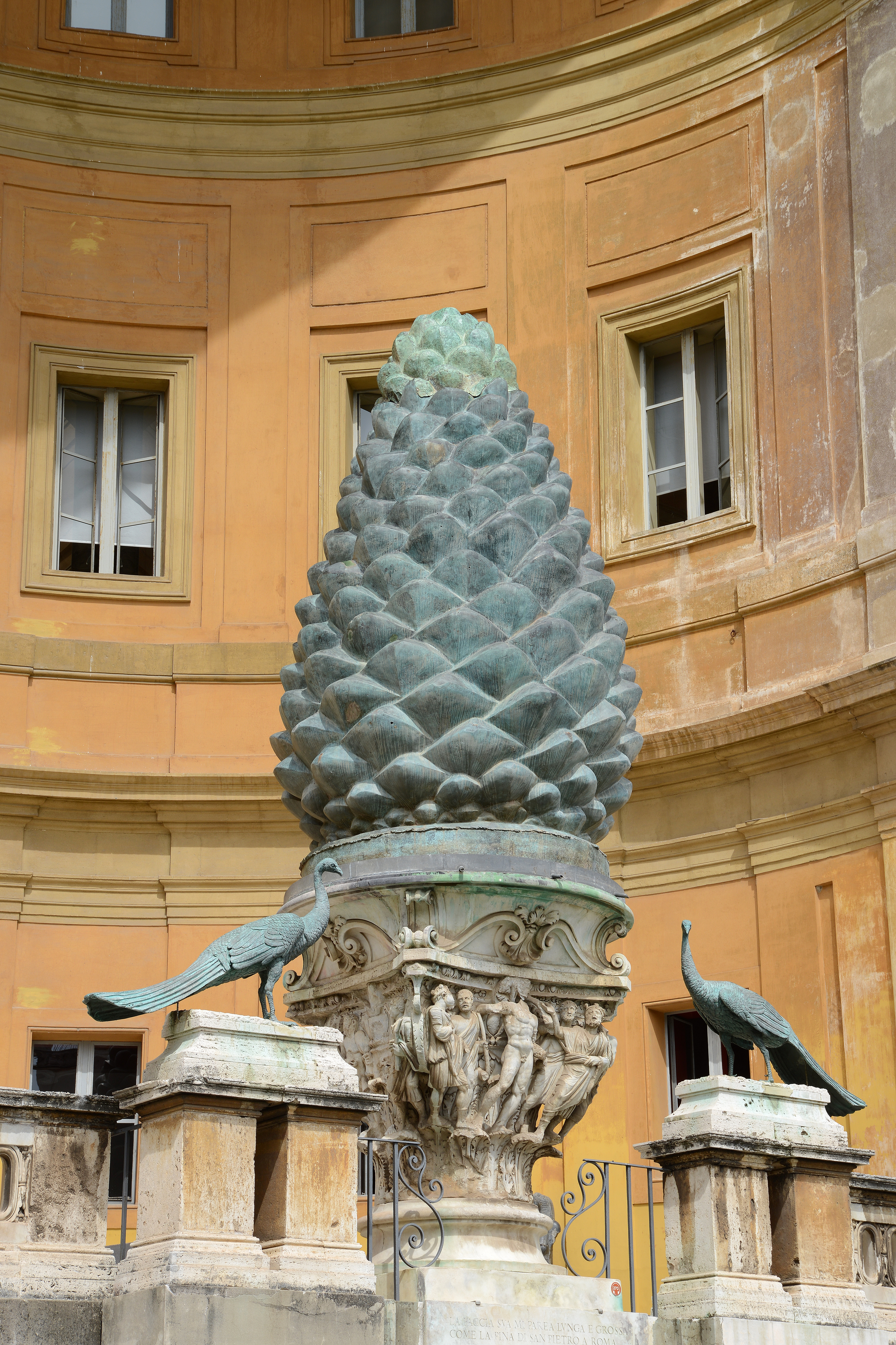
Esta Pigna ('piña') de bronce romano del, frente a la exedro, da el nombre al cortile della Pigna, la terraza más alta; era una fuente antigua.

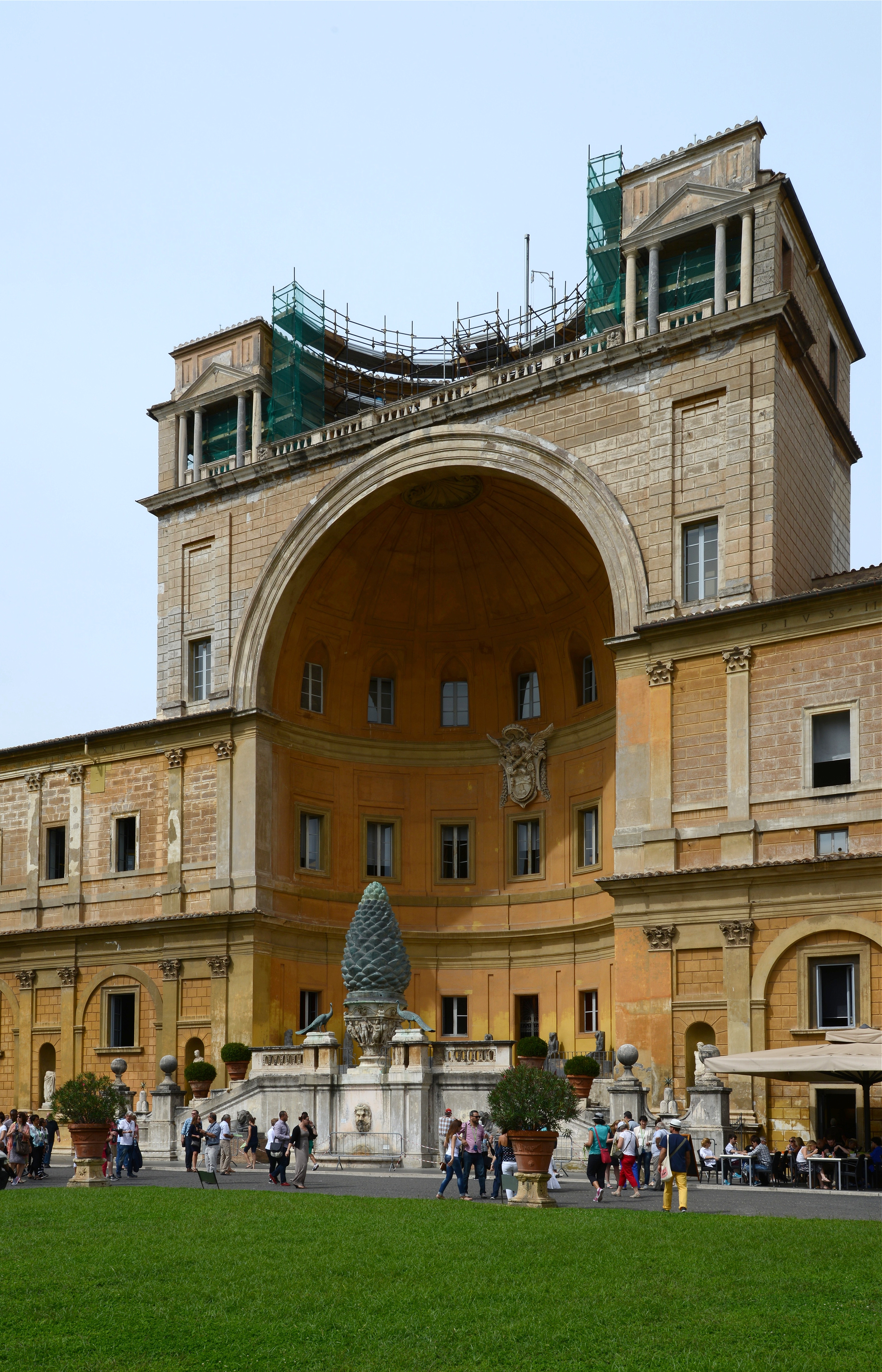
Detalle arquitectónico de Donato Bramante en el Cortile de la Piña

El patio superior, al que se accedía por medio de una doble escalinata en mariposa, presentaba una exploración de las paredes con pilastras dobles para formar un "travata ritmica" con intercalaciones alternas, en la que la más grande encuadra un arco. Tal motivo tal vez derivase de los arcos triunfales romanos, pero muy probablemente por la observación directa de la obra de albertiana.  Se piensa que el engrosamiento de los soportes en el patio superior sirvió como una adaptación óptica para exaltar la longitud del espacio.
La perspectiva del patio se completaba en el proyecto Bramante con una exedra como punto de fuga de la perspectiva de la gran invasión arquitectónica y con la función de ocultar el antiguo Casino del Belvedere que no se integraba con las alineaciones de la nueva implantación. Pirro Ligorio, durante la finalización de las obras, transformó la exedra en un gran nicho completado en 1565, generalmente conocido como "nicchione".
En el centro del "nicchione" se colocó una piña de bronce de la época romana. Debido a esto, al patio superior también se le llama "cortile della Pigna". La Piña fue llevada al Vaticano en una época bastante antigua y fue colocada en el atrio de la Basílica de San Pedro y a ella se refiere Dante en la Divina Comedia hablando de Nimrod en el  XXXI canto del Inferno: 

La faccia sua mi parea lunga e grossa 
come la pina di San Pietro a Roma.
Su rostro me parece larga y gruesa
como la piña de San Pedro en Roma.
Divina Comedia, Inferno XXXI, vv. 58-59

#### Cortile octogonal

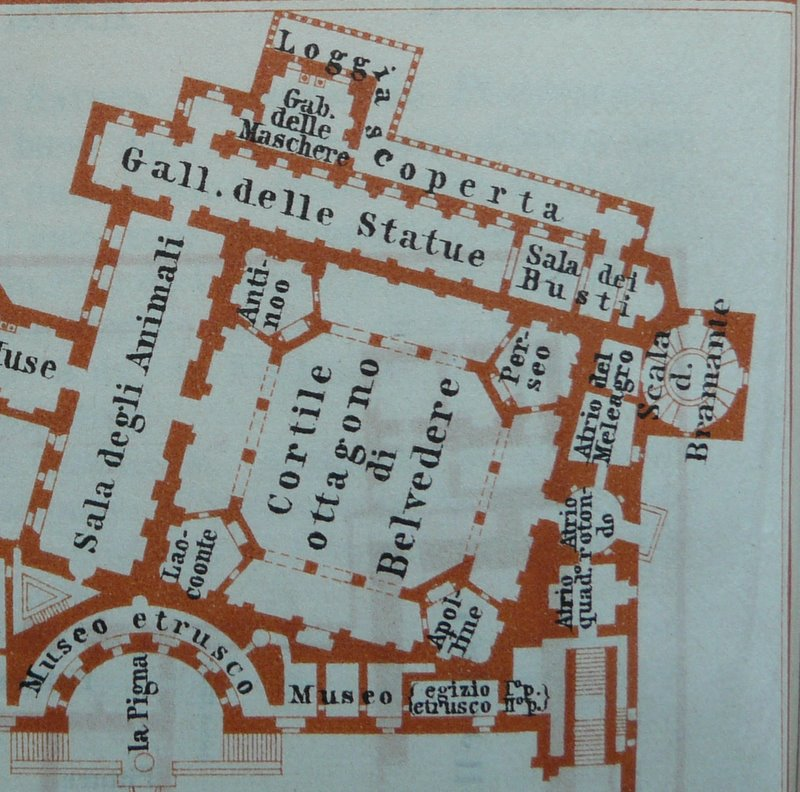
Planta del patio octogonal

Detrás de la sucesión de los espacios aterrazados, concluidos después por el nicchione, Bramante hizo otro patio, de forma octogonal de lados simétricamente desiguales; inicialmente tomará el nombre de "cortile del Belvedere",  aunque será más conocido como el  "cortile delle statue", siendo diseñado para acomodar la colección de antiguas estatuas del papa.
La prestigiosa colección, que incluía piezas famosas como el Torso de Belvedere, el Apolo de Belvedere, la Venus de Belvedere (o Venus Felix), el Antínoo de Belvedere (hoy identificado como Hermes) el Laocoonte, la Cleopatra (hoy identificada como Ariadna dormida), el Cómodo (hoy identificado como Hércules con Télefo niño), el Hércules y Anteo y los dioses fluviales Nilo y Tíber; se mantuvo durante mucho tiempo en tal lugar, antes de mudarse a los espacios museísticos del interior (Museo Pío-Clementino, incluido entre los Museos Vaticanos) bajo los pontificados de Clemente XIV (1769-1774) y Pío VI (1775-1799). Durante el periodo en el que estas esculturas se mantuvieron en su cortile sufrieron varias vicisitudes: bajo el pontificado de Adriano VI, que las consideraba "ídolos antiguos", no se exhibían, tapiándose las puertas de acceso; el siguiente papa, Clemente VII, las reabrió, pero en 1527, durante el saco de Roma, algunas esculturas sufrieron desperfectos o fueron robadas.
Vecino a este patio Bramante construyó la famosa escalera de caracol (Escalera de Bramante) contenida en un estrecho cilindro con rampas en espiral sostenidas por columnas, para proporcionar un acceso externo a los palacios del Vaticano para los muchos visitantes de la colección de esculturas, incluidos viajeros y artistas extranjeros . Por lo tanto, el antiguo Casino de Inocencio VIII fue transformado e incorporado al nuevo complejo.